# Claraboia (vulcanologia)

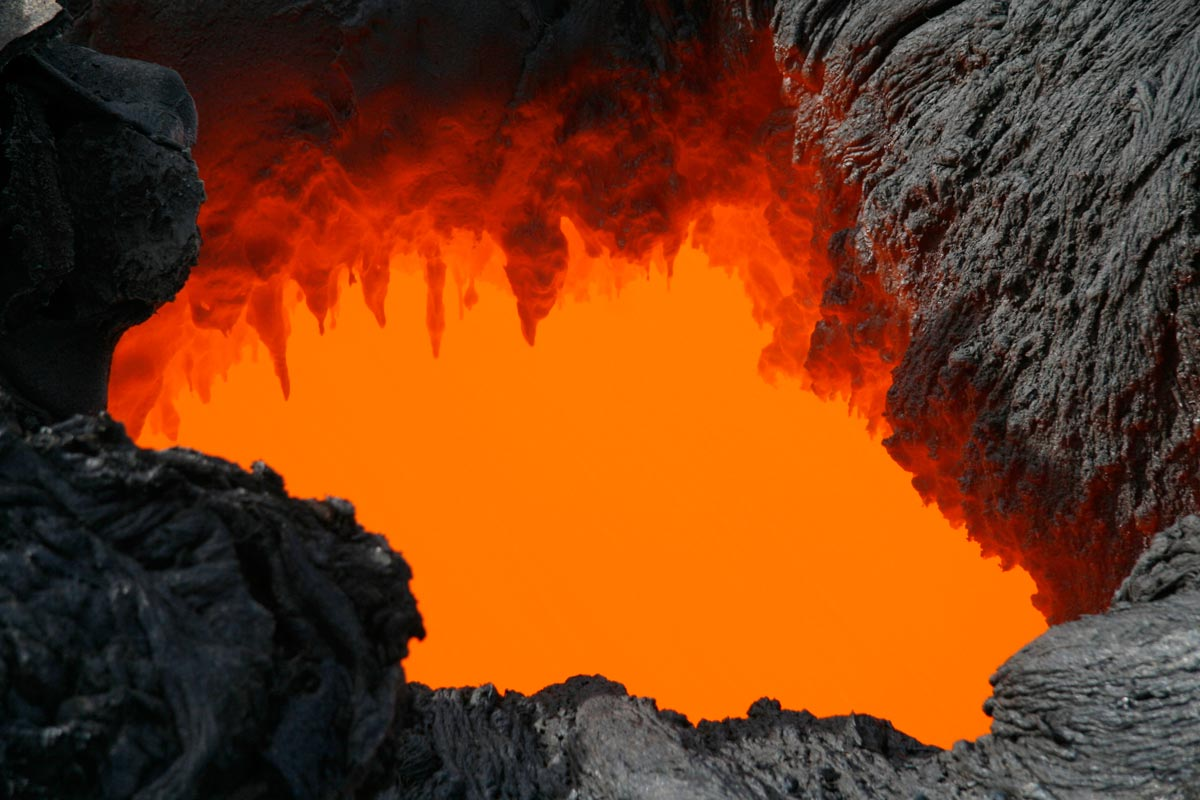
Clarabóia de um tubo de lava no Parque Nacional dos Vulcões do Havaí

Clarabóia em vulcanologia, é um buraco provocado pelo abatimento de um tubo de lava em que é possível visualizar a escorrência de lava dentro do túnel. A lava para formar o tubo e consequentemente a clarabóia têm que ter um teor de sílica menor que 50% (lava básica).

## Ligações Externas
- «"O tubo de lava virtual" - Hiperligação para um web site explicativo sobre os tubos de lava e clarabóias» (em inglês)